# Ichi The Killer
Ichi the Killer (en japonés: 殺し屋1,  Koroshiya 1?) también conocida como Koroshiya Ichi, es una película japonesa sobre la yakuza de 2001 dirigida por Takashi Miike. Está basada en una serie manga homónima de Hideo Yamamoto.Su trama sigue a un hombre psicológicamente perjudicado, que es manipulado para atacar o matar a miembros de facciones rivales de bandas yakuza que están enemistadas, mientras él es perseguido por un yakuza con tendencias sadomasoquistas.
La película ha generado controversia debido a sus representaciones gráficas de violencia y crueldad, y ha sido prohibida en varios países.
En España fue estrenada en los cines en 2004 y el manga fue publicado en 10 tomos por ECC Ediciones en 2015.

## Argumento
El protagonista de la película es Tadanobu Asano en el papel de Kakihara, un sádico y masoquista yakuza que disfruta provocando y sintiendo dolor en igual medida. Además, su boca está ensanchada por ambos lados y sus mejillas unidas a través de piercings. Anjo, el jefe de Kakihara, desaparece una noche después de ser asesinado de manera grotesca. Un misterioso grupo se encarga de limpiar todas las evidencias del asesinato de Anjo y roba los 300 millones de yenes que éste tenía en su habitación.
Muchos de los compañeros de la banda de Kakihara, incluida Karen, la novia de Anjo, sospechan que éste simplemente tomó el dinero y se escapó, pero Kakihara está convencido de que su jefe permanece con vida y nunca escaparía. Su investigación le lleva a torturar brutalmente a un miembro del clan rival, Suzuki (Susumu Terajima), colgándolo del techo mediante ganchos metálicos que le atraviesan la piel de la espalda y clavándole agujas por todo el cuerpo, además lo baña con aceite caliente en el cual preparaba tempura. 
Poco a poco Kakihara consigue averiguar que lo que pensaban que era una desaparición, es en realidad un asesinato, cometido por un hombre llamado Ichi, un esquizofrénico que cuando pierde el control puede hacer picadillo, literalmente, a cualquiera.

## Reparto
| Actor                    | Papel                       |
| ------------------------ | --------------------------- |
| Tadanobu Asano           | Kakihara                    |
| Nao Omori                | Ichi                        |
| Akifumi Miura            | Ichi, en escuela secundaria |
| Shinya Tsukamoto         | Jijii                       |
| Paulyn Sun (Alien Sun)   | Karen                       |
| Sabu                     | Kaneko                      |
| Susumu Terajima          | Suzuki                      |
| Shun Sugata              | Takayama                    |
| Toru Tezuka              | Fujiwara                    |
| Yoshiki Arizono          | Nakazawa                    |
| Kiyohiko Shibukawa (Kee) | Ryu Long                    |
| Satoshi Niizuma          | Inoue                       |
| Suzuki Matsuo            | Jirō / Saburō               |
| Jun Kunimura             | Funaki                      |
| Morooka Moro             | Gerente de la cafetería     |
| Mai Goto                 | Sailor                      |
| Rio Aoki                 | Miyuki                      |
| Houka Kinoshita          | Amante de Sailor            |
| Hiroshi Kobayashi        | Takeshi                     |
| Sakichi Satō             | Hombre pateando a Ichi      |
| Yuki Kazamatsuri         | Chica Yakuza                |
| Setchin Kawaya           | Propietario del pub         |
| Yoshiyuki Morishita      | Patrón del pub              |
| Kaori Sugawara           | Traficante de drogas        |
| Hideo Sako               | Traficante de drogas        |
| Manzô Shinra             | Traficante de drogas        |

## Otros créditos
- Productor ejecutivo: Toyoyuki Yokohama, Sumiji Miyake y Albert Yeung.
- Productor: Akiko Funatsu y Dai Miyazaki.
- Coproductor: Elliot Tong.
- Primer Asistente de dirección: Kimiyoshi Adachi.
- Asistentes de dirección: Masato Tanno, Ken'ichirô Nishiumi y Yukihito Hirata.
- Diseñador de producción (arte): Takashi Sasaki.
- Decoración: Tatsuo Ozeki.
- Grabación (sonido): Yoshiya Obara.
- Efectos de sonido: Kenji Shibasaki.
- Iluminación: Akira Ono
- Productora CGI: Misako Saka.
- Diseño de vestuario: Michiko Kitamura.
- Maquillaje: Yuichi Matsui.
- Casting: Mitsuyo Ishigaki.
- Especialista de cine: Keiji Tsujii.
- Instructor de Karate: Yukihiko Kamiya.

## Controversias
El periodista de cine Tom Mes ha sugerido que la película es, de hecho, una evaluación muy sofisticada de la violencia y su relación con los medios y que implica a la audiencia. Escribe que "Es una paradoja, pero Ichi the Killer, una película que establece nuevos límites en la representación de la violencia y el derramamiento de sangre, adopta una postura fuertemente crítica hacia la representación y el consumo de la imagen violenta. Sin embargo, lo hace sin nunca adoptando una postura moral tanto en la representación como en el consumo, evitando así cualquier acusación de hipocresía por parte del director. Miike no moraliza ni castiga, sino que provoca que el público se cuestione sus propias actitudes ante la visualización de imágenes de violencia. en una dirección, pero les deja a ellos sacar sus propias conclusiones".
Mes también crítico fuertemente a las distintas ediciones realizadas de la película para diferentes países, en las que la pelicular era recortada por parte de la censura. Sostiene que "la película en su conjunto es una unidad completamente cohesiva, en el sentido de que todas sus partes son absolutamente cruciales para el funcionamiento del todo. Cualquier intento de censura o de atenuar la violencia tendrá el efecto contrario y, de hecho, hará que la película sea más explotadora y por lo tanto socava su postura crítica. Eliminar escenas de violencia, particularmente las escenas 'dolorosas', dañará la simbiosis entre la violencia 'lúdica' y 'dolorosa', que forma la base del enfoque crítico de Miike".

## Lanzamiento
La película tuvo su estreno mundial en la sección Midnight Madness del Festival Internacional de Cine de Toronto el 14 de septiembre de 2001. Se estrenó en Japón el 22 de diciembre de 2001.
Como truco publicitario, los espectadores del Festival Internacional de Cine de Toronto (TIFF) repartieron bolsas para vomitar entre los asistentes a la proyección de medianoche. Bolsas similares también se entregaron durante el Festival Internacional de Cine de Estocolmo. Según se informó, la reproducción de la película provocó que un espectador vomitara y otro se desmayara. Se estrenó una versión abreviada en muchos de los países donde se distribuyó la película. Los cortes varían entre tres y diecisiete minutos. La British Board of Film Classification (Consejo Británico de Clasificación de Películas, conocido también por sus siglas BBFC) rechazó el estreno de la película sin cortes adicionales en el Reino Unido. Se requirió un corte obligatorio de tres minutos y quince segundos de contenido para el estreno de la película; la versión cortada se aprobó con un certificado de 18.En el lanzamiento de Hong Kong, se cortaron dieciséis minutos y cincuenta y nueve segundos.La película ha sido prohibida directamente en Noruega y Malasia y su distribución en Alemania, hasta mediados de junio de 2005, que se estrenó en formato DVD con una duración de unos 110 minutos.

En España fue estrenada el 4 de octubre de 2002 en el Festival de Cine de Sitges y el 2 de noviembre de 2002 en la Semana de Cine Fantástico y de Terror de San Sebastián. Fue lanzada en DVD en 2005 por Paramount y en 2013 por Avalon y distribuido por Cameo Media en DVD y Blu-ray.

Fue lanzada en VHSy DVD en Japón por Pioneer. También fue lanzada en DVDy Blu-rayen múltiples ediciones,por diferentes países y distintas distribuidoras.Todas las ediciones fueron acompañada de distintos contenidos extras.

#### Extras que contenían algunas de las diferentes ediciones publicadas:
- Comentarios de audio del director Takashi Miike y el escritor Hideo Yamamoto.
- "The Cult of Ichi" (10 min.) Entrevistas.
- "Memories of Ichi" (49 min.) Making of y entrevistas.
- Entrevistas:
  - Eli Roth (7:11 min.)
  - Dai Miyazaki (18:35 min.)
  - Tadanobu Asano (6:12 min.)
  - Nao Omori (6:11 min.)
  - Sabu (5:21 min.)
  - Shinya Tsukamoto (5:18 min.)
- Vídeo entrevista "Sabu & Shinya Tsukamoto discuten sobre Ichi" (22 min.)
- Making Of (29:49 min.)
- Entrevista a Takashi Miike (33:08 min.)
- Miike y la generación del manga 2024 (10:09 min.)
- Making of. Así se rodaron  las 7 secuencias más violentas (15 min.)
- Detrás de las cámaras. Del cómic a la imagen real (13 min.)
- Kit de prensa electrónico (parte de la entrevista con Miike (6:02 min.), detrás de las escenas, tomas descartadas (14:59 min.)
- Galería de fotos.
- Tráilers.

## Recepción
Reseña de Sabrina Vaquerizo-González para Asiateca: «Habiendo llegado a Koroshiya 1, creo necesario grabar a fuego estas palabras de Miike: «Creo que soy un arreglista, no un autor. Como no tengo base, mi enfoque a la hora de filmar una película es el de traer hacia mí algo que pertenece a otro lugar» (Miike en Sato & Mes, 2001). Me reitero con esto en lo que afirmaba al inicio de esta retrospectiva, Miike traslada la historia a la gran pantalla, pero esa historia, esos personajes, no son de él, sino del mangaka Hideo Yamamoto. Por eso, atribuirle a este film un significado sobre el consumo de la violencia en la gran pantalla no me parece de recibo porque ese no es el mensaje de Yamamoto. De haber un mensaje, sería el de cómo la sociedad negra de Shinjuku —haciendo uso de la terminología miikeana— es capaz incluso de contaminar al héroe trágico».
Panos Kotzathanasis en una reseña para Asian Movie Pulse, escribió: «Takashi Miike ha basado en gran medida su filmografía en la exploración de los instintos más oscuros de los humanos y la representación gráfica de la violencia resultante de ellos. Ichi the Killer es una muestra característica de esta tendencia y una de las películas más violentas jamás rodadas. Mientras la historia gira en torno a un asesino psicótico y extremadamente brutal y un subjefe sadomasoquista de la Yakuza, Miike presenta una película donde el bien, como concepto, está ausente y todos los personajes parecen estar paranoicos. Su objetivo es evidente desde el principio de la película; ya que la violencia no es simplemente un factor, es el único y último objetivo».
Reseña de Katanas y colegialas: «En resumen, hemos dado el primer puesto a una historia de aberraciones sexuales con mucha violencia, chorros de sangre, miembros amputados, etc. enmascarada dentro de una historia clásica de yakuzas. Una de las obras con las que Takashi Miike se dio a conocer al mundo (por suerte o por desgracia) y que le dio la fama de director salvaje y atrevido, pero también de no-apto para cualquier tipo de público; más tarde Miike ha sabido demostrar a quienes le han dado una oportunidad que no es sólo esto.
No es la película más bestia, ni con más sangre que hemos visto (ni mucho menos), pero creemos que para alguien que no conozca el género, para introducirse en el mundo del splatter, es una buena elección».

## Banda sonora original
La banda sonora fue escrita y producida por Karera Musication, un proyecto paralelo de la banda japonesa Boredoms, bajo la dirección del ex guitarrista Seiichi Yamamoto y el percusionista y líder de la banda Yoshimi P-We.

## Premios y reconocimientos
- Premio a los mejores efectos especiales en Fantafestival de 2002.
- Premio a la Mejor Película y Mejor Director en los Japanese Professional Movie Awards de 2002.
- Premio del Jurado en el Neuchâtel International Fantastic Film Festival de 2002.
- Nominación al premio mejor película en el festival Fantasporto de 2003.
- Premio al Mejor Actor de Reparto Shinya Tsukamoto, en el Mainichi Film Concours de 2003.
- Premio Fantasia Ground-Breaker en el festival FanTasia de 2003.

## Trabajos relacionados
Película
Ichi the Killer fue seguida por una precuela llamada 1-Ichi, producida por KSS en 2003, dirigida por Masato Tanno e interpretada de nuevo por el actor Nao Omori, que vuelve en una versión más joven de Ichi.
OVA
En 2002 también se realizó una precuela animada, titulada Ichi the Killer: Episode 0, producida por Media Suite y dirigida por Shinji Ishihira, en la que el propio Miike le da voz al personaje de Kakihara.
Manga
La película está basada en un manga del mismo nombre escrito e ilustrado por Hideo Yamamoto. Fue publicado desde 1998 hasta 2001 en la revista Shūkan Young Sunday por Shōgakukan, en diez volúmenes tankōbon. En España también fue publicado en 10 tomos por ECC Ediciones en 2015.